# Полинери (дем Гревена)
Вижте пояснителната страница за други значения на Полинери.
Полинери или Воденско (на гръцки: Πολυνέρι, до 1927 година Βοδεντσικό, Воденцико) е село в Република Гърция, дем Гревена, област Западна Македония.

## География
Селото е разположено на 950 m надморска височина на около 30 km западно от град Гревена, в източното подножие на връх Василица на планината Пинд.

## История

### В Османската империя
Първите писмени сведения за Водинско (Βοδινισκό) са от документи на манастира „Свети Никанор Завордас“ и датират от 1692 година.
На два километра северно от селото се намира църквата „Света Параскева“, построена около 1600 година. На 3 km северно е храмът „Св. св. Теодор Тирон и Теодор Стратилат“, построен сред развалините на крепост.
Храмът „Свети Николай“ е от началото на XVIII век, докато църквата „Успение Богородично“ в западния край на селото е издигната през 1900 година.
В края на XIX век Воденско е гръцко християнско село в западната част на Гребенската каза на Османската империя. Според статистиката на Васил Кънчов („Македония. Етнография и статистика“) през 1900 година във Воденско (Вудиниско) живеят 226 гърци.
На Етнографската карта на Битолския вилает на Картографския институт в София от 1901 година Воденско е чисто гръцко село в Гревенската каза на Серфидженския санджак с 48 къщи.
Според статистика на Серфидженския санджак на гръцкото консулство в Еласона от 1904 година във Вуденскон (Βουδενσκόν), Гревенска каза, живеят 250 гърци елинофони християни.

### В Гърция
През Балканската война в 1912 година в селото влизат гръцки части и след Междусъюзническата в 1913 година Воденско влиза в състава на Кралство Гърция.
През 1927 година името на селището е преведено като Полинери, тоест Многоводно.
Селото се занимава предимно със скотовъдство.
На 24 юни се провежда специфичният празник „Клидони“. Големият тридневен селски събор е от 25 до 27 юли и съвпада с храмовия празник на църквата „Света Параскева“. На 6 август се отбелязва празникът на църквата „Преображение Господне“, построена в местността Ксула недалеч от селото.
| Година    | 1913 | 1920 | 1928 | 1940 | 1951 | 1961 | 1971 | 1981 | 1991 | 2001 | 2011 | 2021 |
| --------- | ---- | ---- | ---- | ---- | ---- | ---- | ---- | ---- | ---- | ---- | ---- | ---- |
| Население | 655  | 351  | 594  | 593  | 259  | 209  | 113  | 221  | 239  | 221  | 85   | 58   |

## Личности
Родени в Полинери
- Алекос Видрас (1919 – 1947), гръцки комунист
- Гасявелис, деец на гръцката пропаганда в Македония, четник на Константинос Гутас[3]
- Димитрис Платис, деец на гръцката пропаганда в Македония, участник в битката при Осничани в 1906 година[3]
- Зервас или Пликас, деец на гръцката пропаганда в Македония, четник на Константинос Гутас[3]